# Gerrit Rietveld
Pour les articles homonymes, voir Rietveld.
 (janvier 2021).
Si vous disposez d'ouvrages ou d'articles de référence ou si vous connaissez des sites web de qualité traitant du thème abordé ici, merci de compléter l'article en donnant les références utiles à sa vérifiabilité et en les liant à la section « Notes et références ».
Gerrit Thomas Rietveld (Utrecht, 24 juin 1888 – id. 25 juin 1964) est un designer, architecte et ébéniste néerlandais.

## Biographie
Gerrit Rietveld entre à douze ans comme apprenti menuisier ébéniste, il travaille chez son père fabricant de meubles. En 1906, il suit des cours du soir et apprend le dessin technique auprès de l'architecte utrechtois P.J.C. Klaarhamer.
En 1910, à 21/22 ans, Rietveld, fonde son propre atelier couplé à une petite boutique d’ameublement. Il se lance aussi dans de longues études d'architecture à temps partiel. Il participe à la vie de l'association d'artistes Kunstliefde dès cette année. 

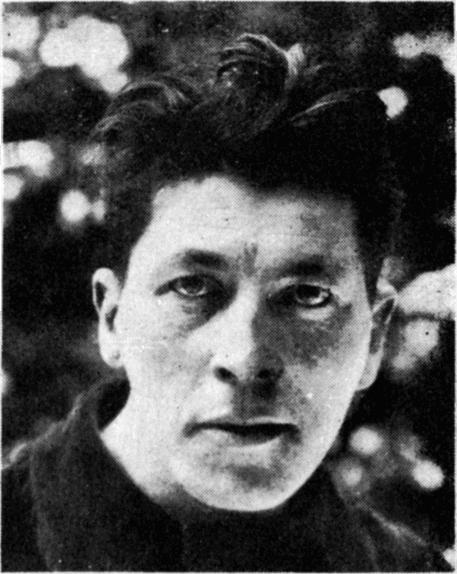
Gerrit Rietveld en 1927.

Ignorant à peu près tout de l'avant-garde néerlandaise, il dessine la chaise Rouge et bleue ou rood-blauwe en 1917, pour son nouveau magasin d'ameublement. Deux années plus tard, après l'essor des figurations colorées en quadrillage réalisé à Paris par Piet Mondrian, cette chaise fait sensation, elle est considérée comme un ready-made visionnaire et précurseur du mouvement De Stijl.
Le menuisier, toujours apprenti architecte, est sollicité par les artistes et intègre le mouvement d'avant-garde en 1919. C'est là où il fait la connaissance, entre autres, de Theo van Doesburg, de Piet Mondrian et de nombreux artistes associés à ce mouvement. L'emblématique Rood-blauwe, devenue die Rot-Blau trône en place d'honneur lors de l'exposition du Bauhaus consacré au mouvement néerlandais De Stijl en 1923.
L'étudiant en architecture décroche son diplôme d'architecte fin 1919. Il travaille dès 1920 pour la famille Schräder-Schröder et les nombreux amis et parents de cette famille à Utrecht. Le mari est un avocat renommé qui soutient activement les jeunes créateurs, leur fournissant par ses relations des commandes, et son épouse Truus qui prend soin des enfants du couple apprécie particulièrement la compagnie des artistes et intellectuels. Mais le mari décède brutalement, et sa veuve décide de faire construire une résidence plus modeste, pour elle et ses enfants, sur un petit terrain alors proche de la campagne, facilement acquis, au bout de la ville d'Utrecht. Gerrit décide de collaborer à ce projet exigeant en mémoire de son ami-mécène.

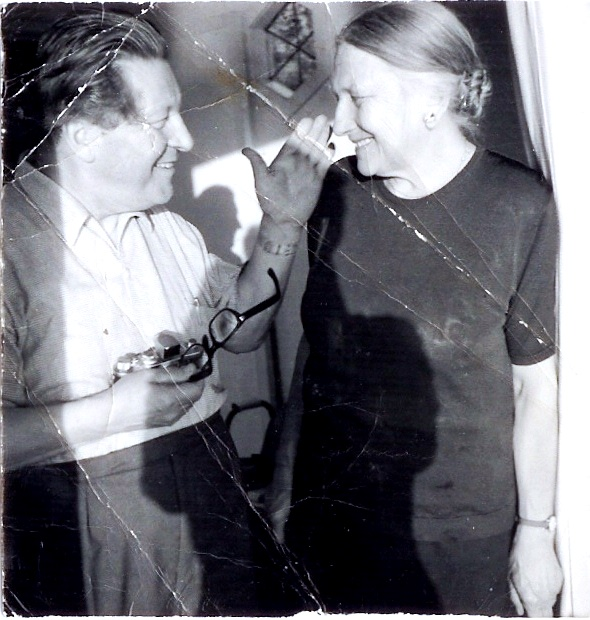
Gerrit Rietveld avec sa vieille amie Truus Schröder-Schräder.

En 1924, Gerrit termine de faire construire la modeste maison souhaitée par sa cliente Truus Schröder-Schräder. La maison, bien qu’obéissant à des formes radicalement géométriques, se singularise par une forte asymétrie. Bravant la législation locale imposant l'habitat en rez-de-chaussée, Truus souhaite habiter l'étage supérieur nommé officiellement le « grenier », pour vivre dans un vaste espace clairement défini et bien éclairé, jamais fermé ou hermétique, défini le plus simplement au besoin par des cloisons amovibles, et ainsi en hauteur, profiter de la vie magnifique sur le paysage campagnard.
Son « grenier » est la première habitation moderne occidentale, un vaste espace continu, desservi par un vaste escalier hélicoïdal, et éclairé en son centre par un puits de lumière de forme cubique, dégagé dans une toiture plate. Les détails et les motifs décoratifs des fenêtres, ouvrant à 90°, et la quasi-totalité des éléments d'ameublement, la plupart encastrés ou auto-rangeant, sont dessinés et conçus par le menuisier-architecte Gerrit Rietveld.

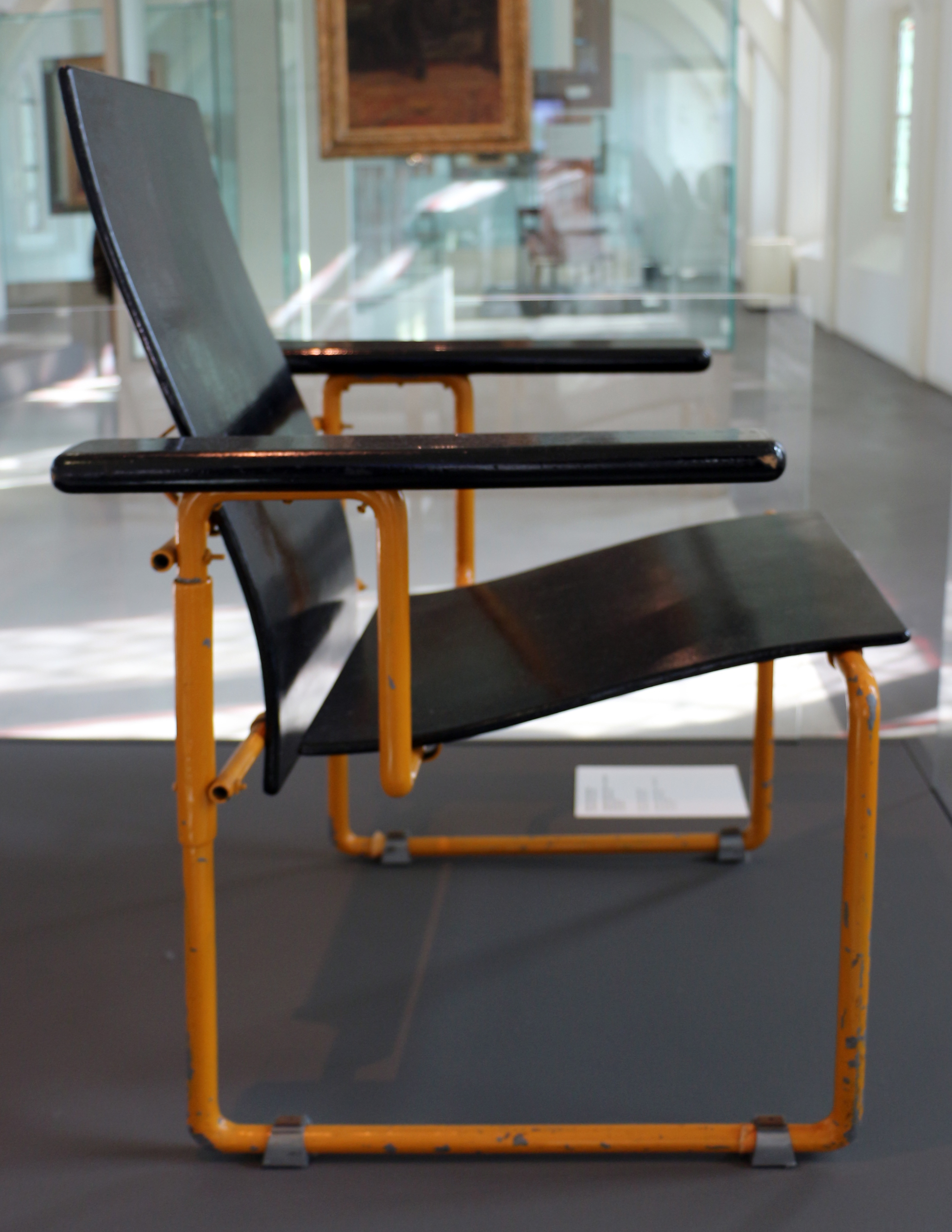
Chaise métal jaune et noir.

Dans les années 1920, Rietveld s'impose alors comme un designer fécond, il crée plusieurs meubles selon le principe de l’entrelacement des surfaces : la chaise haute, la chaise militaire, la chaise de Berlin, la table basse, le buffet…

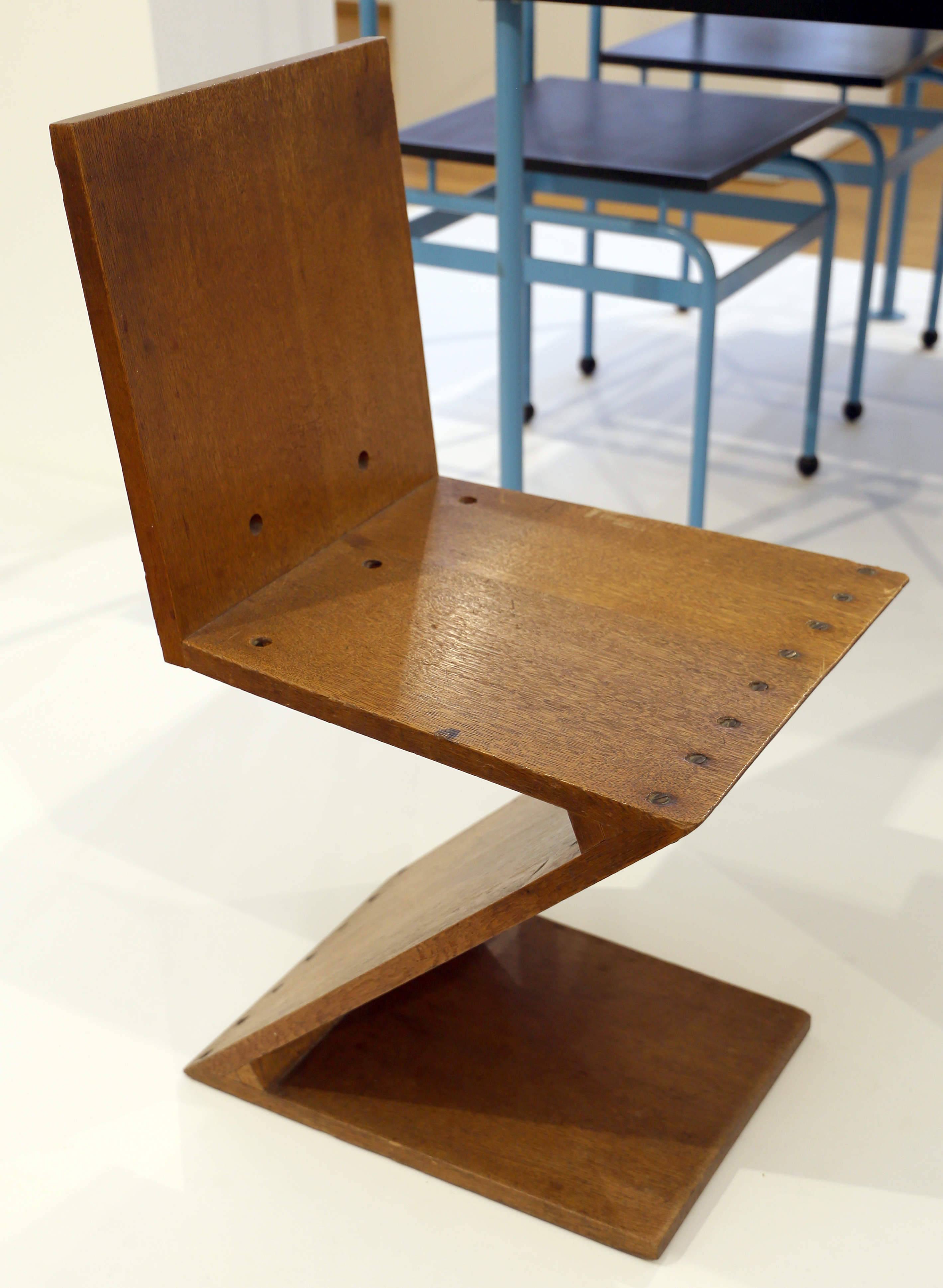
Chaise Zig Zag.

Déçu par l'évolution abstraite et stérile, l'affichage publicitaire d'un progrès qu'il ne retrouve que dans l'arrogance de ses membres, il délaisse le mouvement De Stijl en 1928 et s'intéresse au courant néerlandais de la Nieuwe Zakelijkheid (Neue Sachlichkeit, Nouvelle Objectivité). La même année, l'architecte rejoint les CIAM.
Avant-gardiste affiché, Rietveld est l’un des premiers à s’intéresser à la production industrielle du meuble et à réaliser des produits en tubes d’acier. En 1932, il conçoit sa fameuse chaise Zig Zag qu’il décline dans des formes différentes et des matériaux différents après 1934 jusqu'à la fin des années 1940.
En 1932, il commence la conception du musée Van Gogh à Amsterdam. À partir des années 1950, il conçoit plusieurs projets d’architecture : la Stoop House (1951), le pavillon d’architecture de Sonsbeek (1954) et l’usine textile Ploeg (1956).
À sa mort, il laisse les plans inachevés du musée Van Gogh d'Amsterdam.

### Citation
« La réalité que peut créer l'architecture, c'est l'espace »

.

## Postérité
De nombreuses institutions portent son nom aux Pays-Bas, dont un lycée-collège à Utrecht et une académie, en réalité une école d'art et de design, à Amsterdam.
Au XXIe siècle, deux logiciels de revue de code sont baptisés en son nom : Rietveld (en) et Gerrit.

## Œuvres d'architecte et de designer

### Design

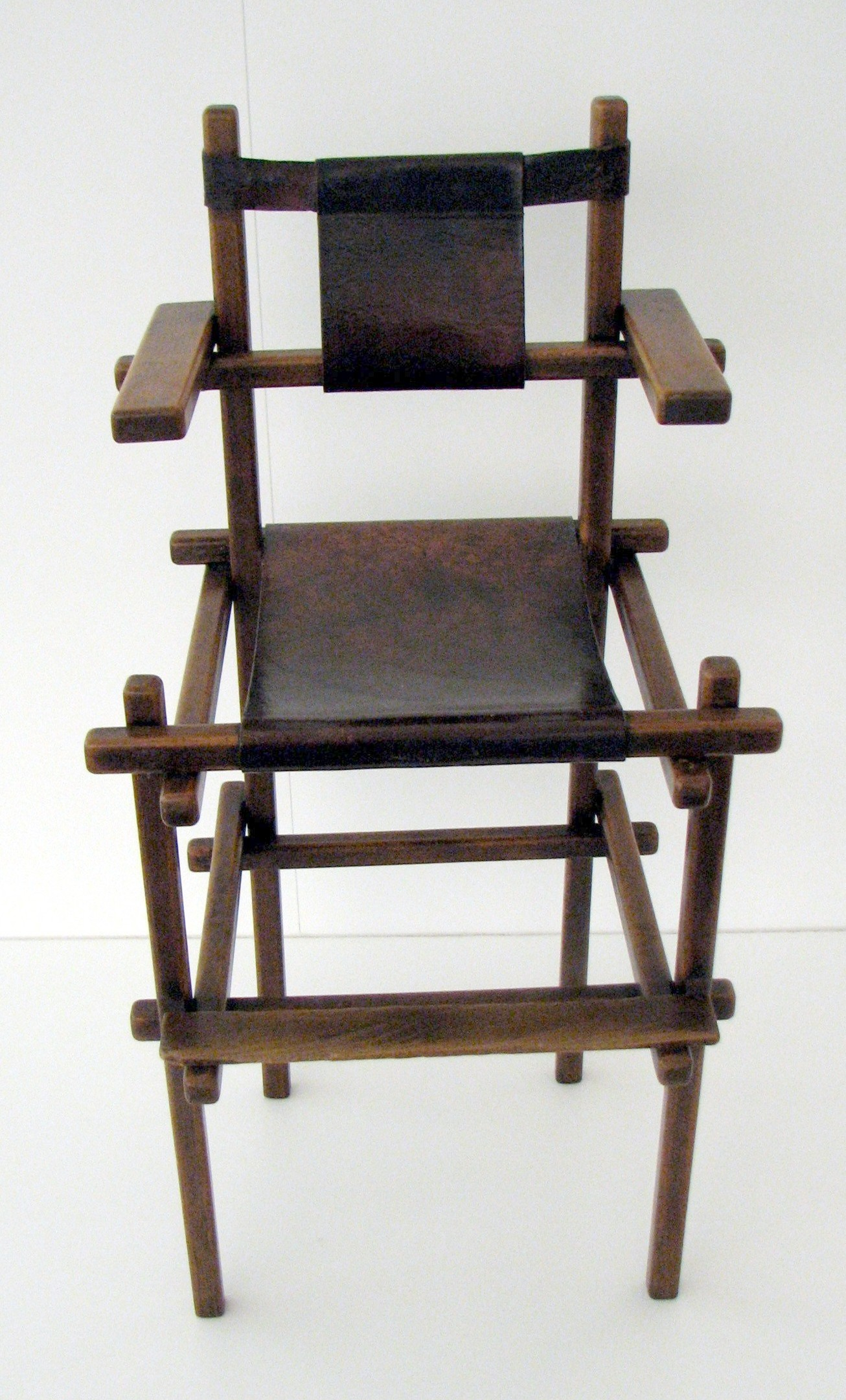
Une chaise d'enfant en 1919.
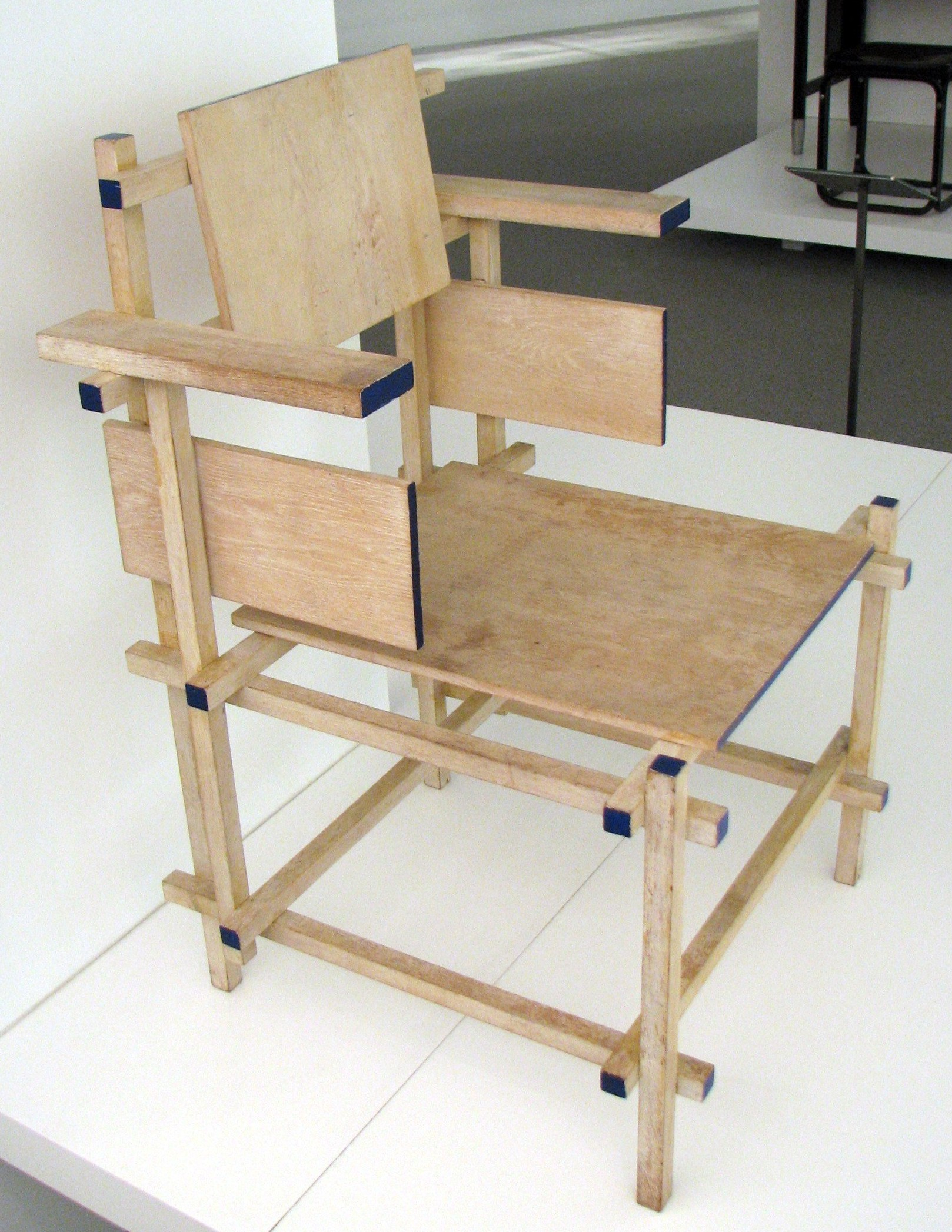
Une chaise de table en 1919.
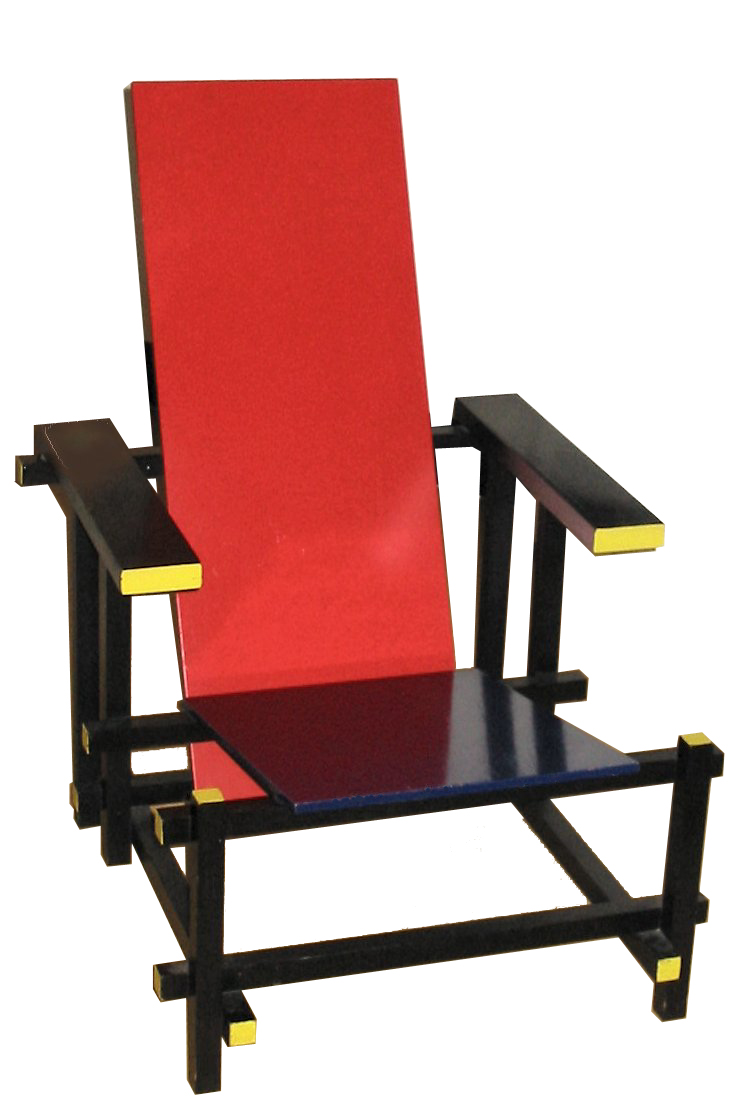
La chaise Rouge et bleue (version colorée de 1923).
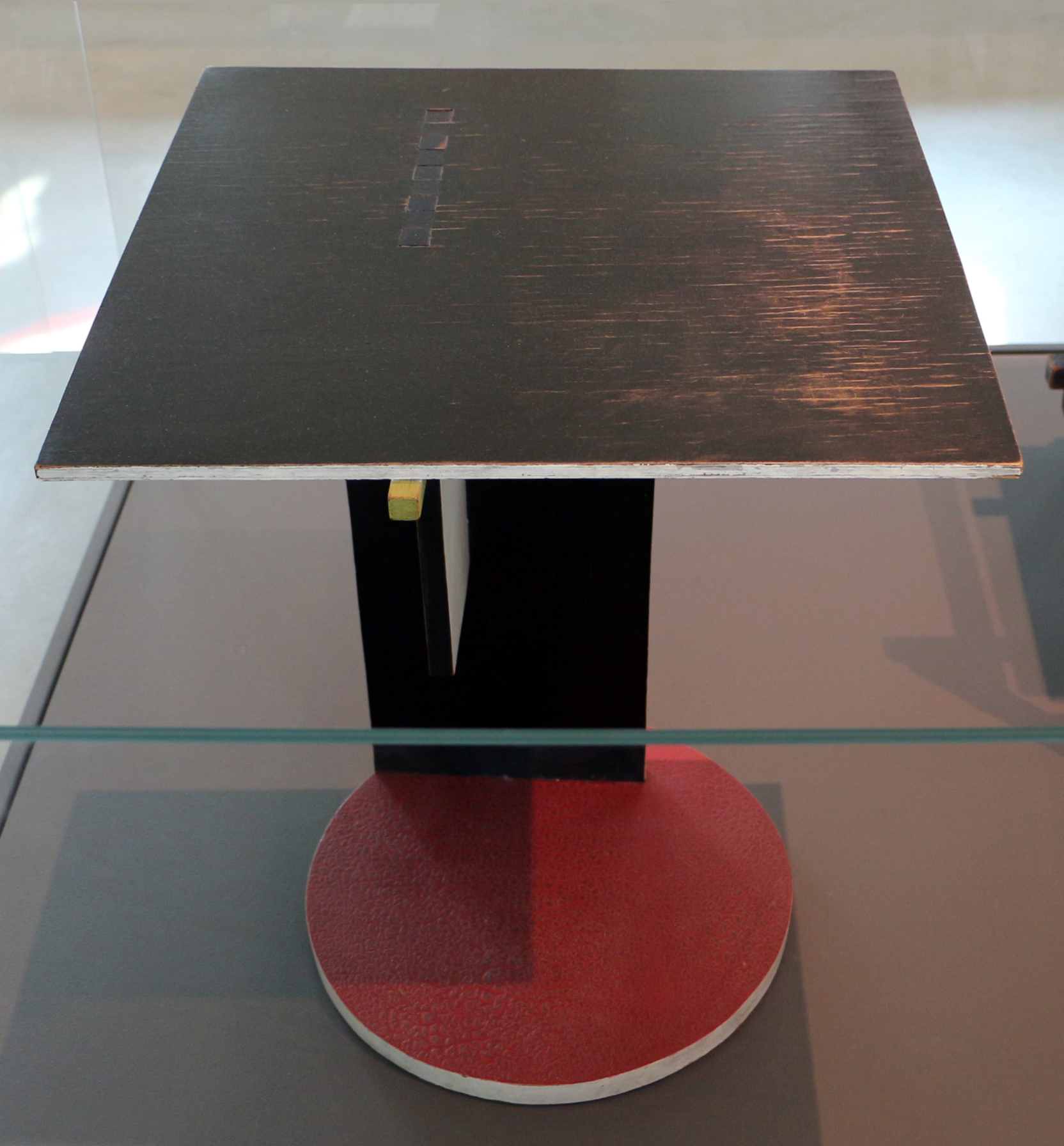
Une table-sofa en 1923.
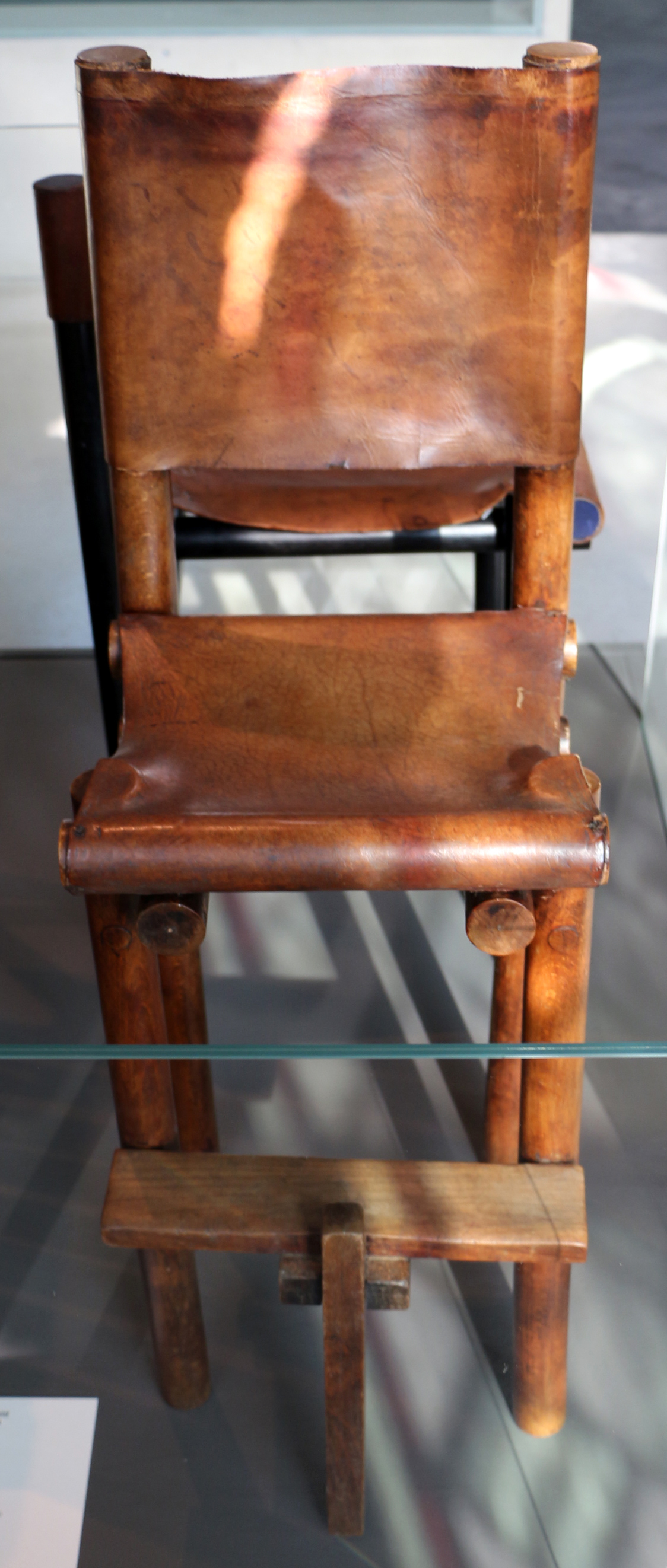
Une chaise haute pour enfant en 1923.
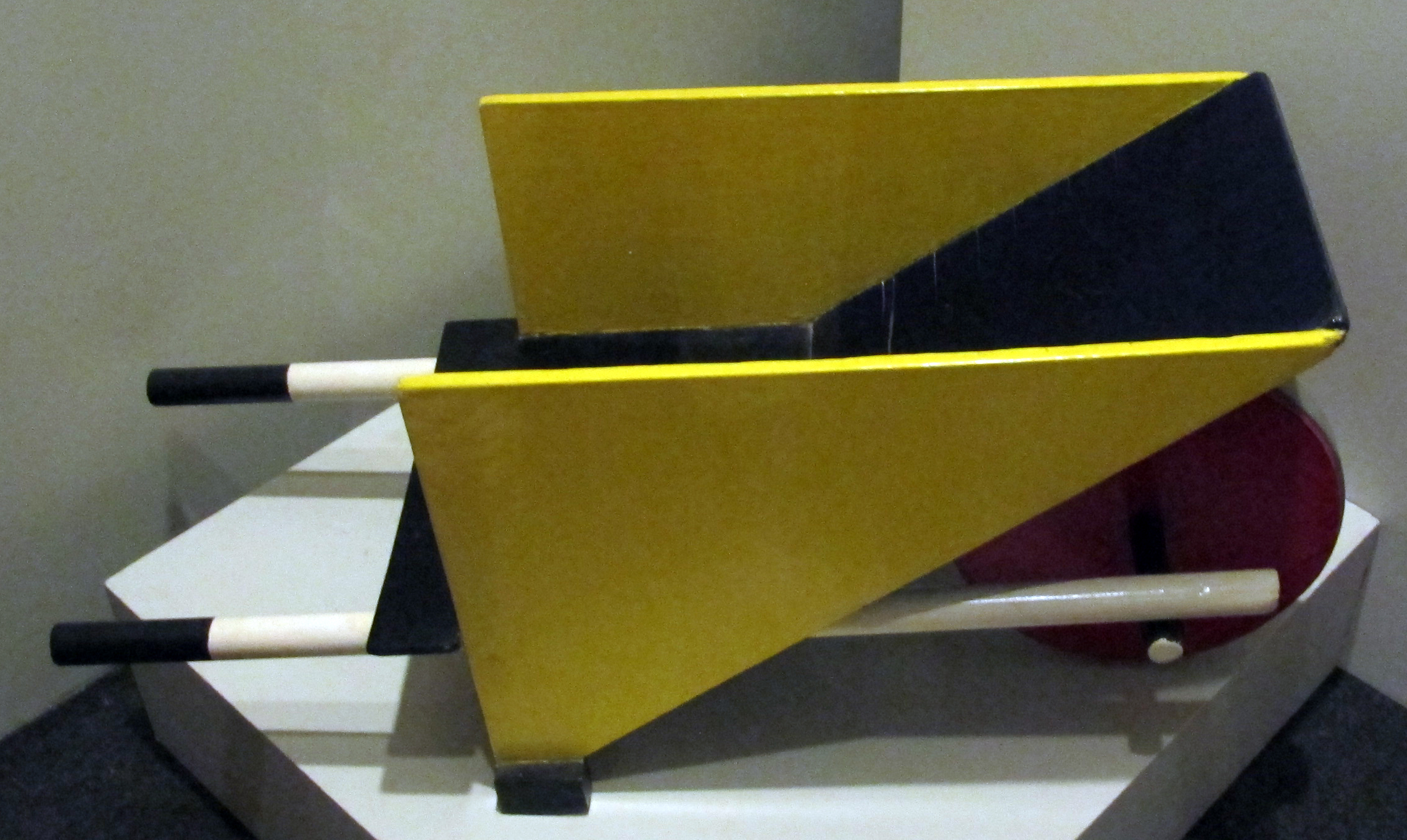
Une brouette pour enfant en 1923.
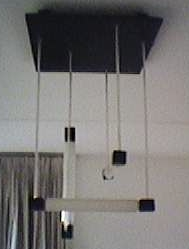
Lampes suspendues en 1923.
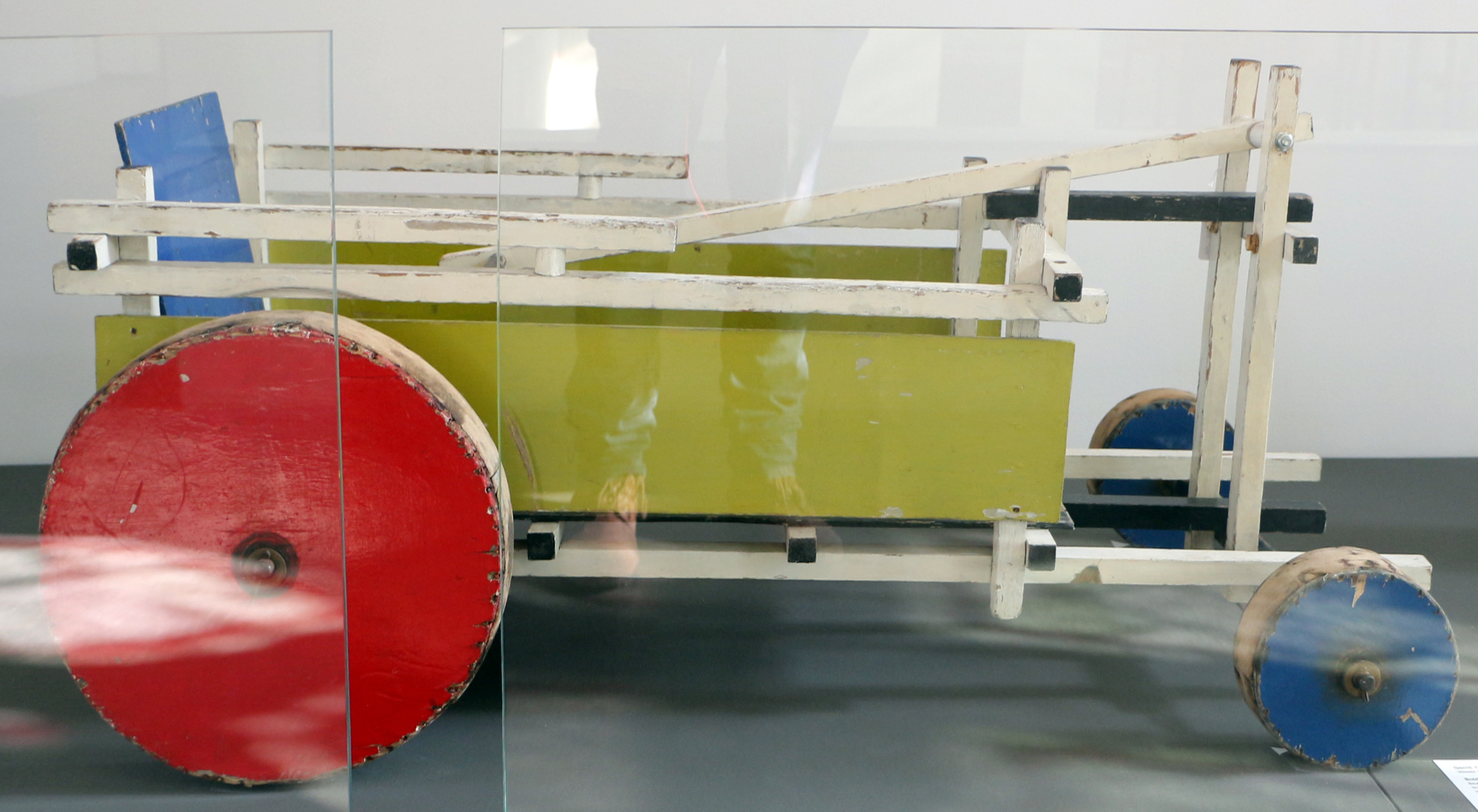
Un petit chariot des années 1922-24.
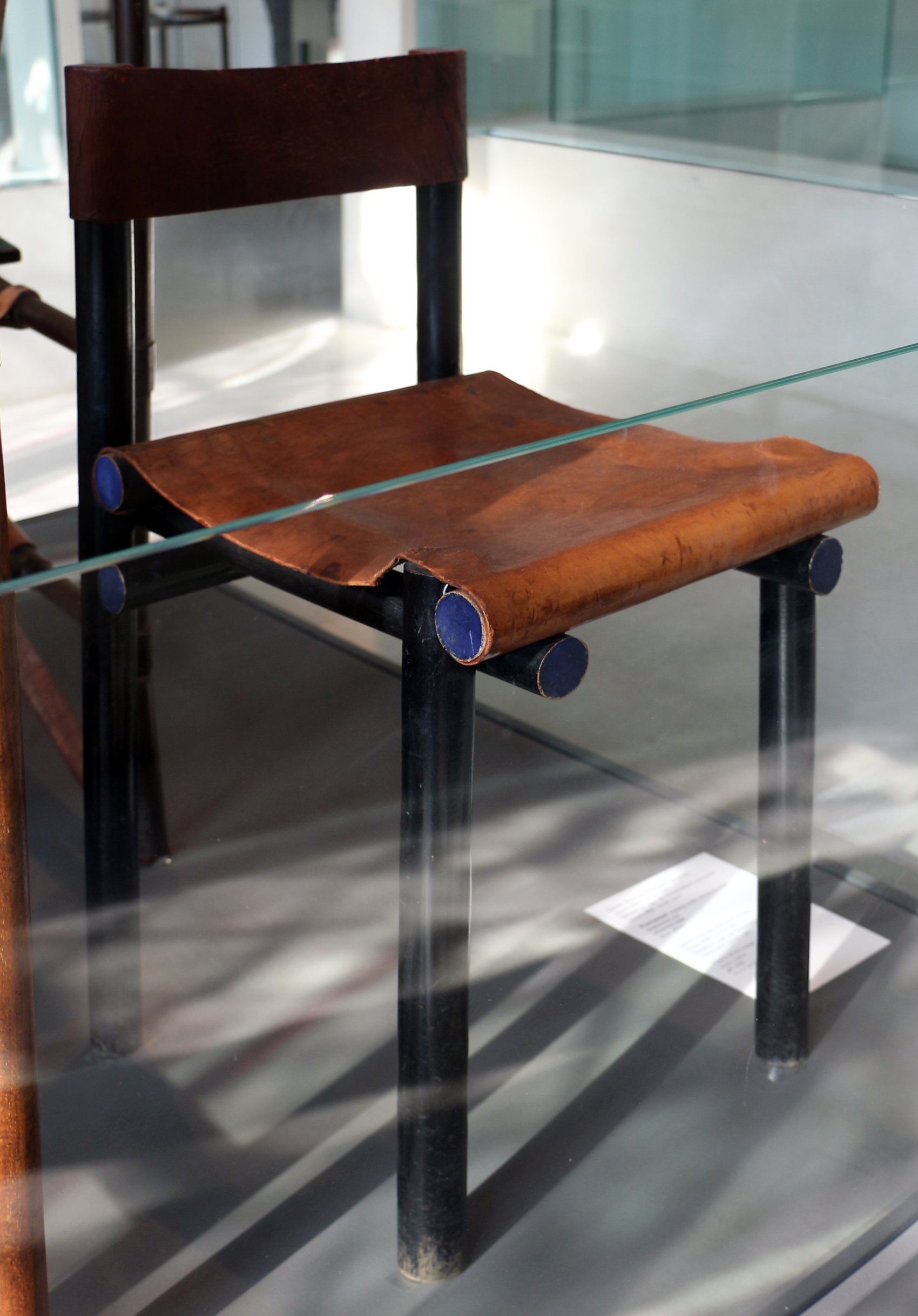
Un tabouret des années 1923-24.
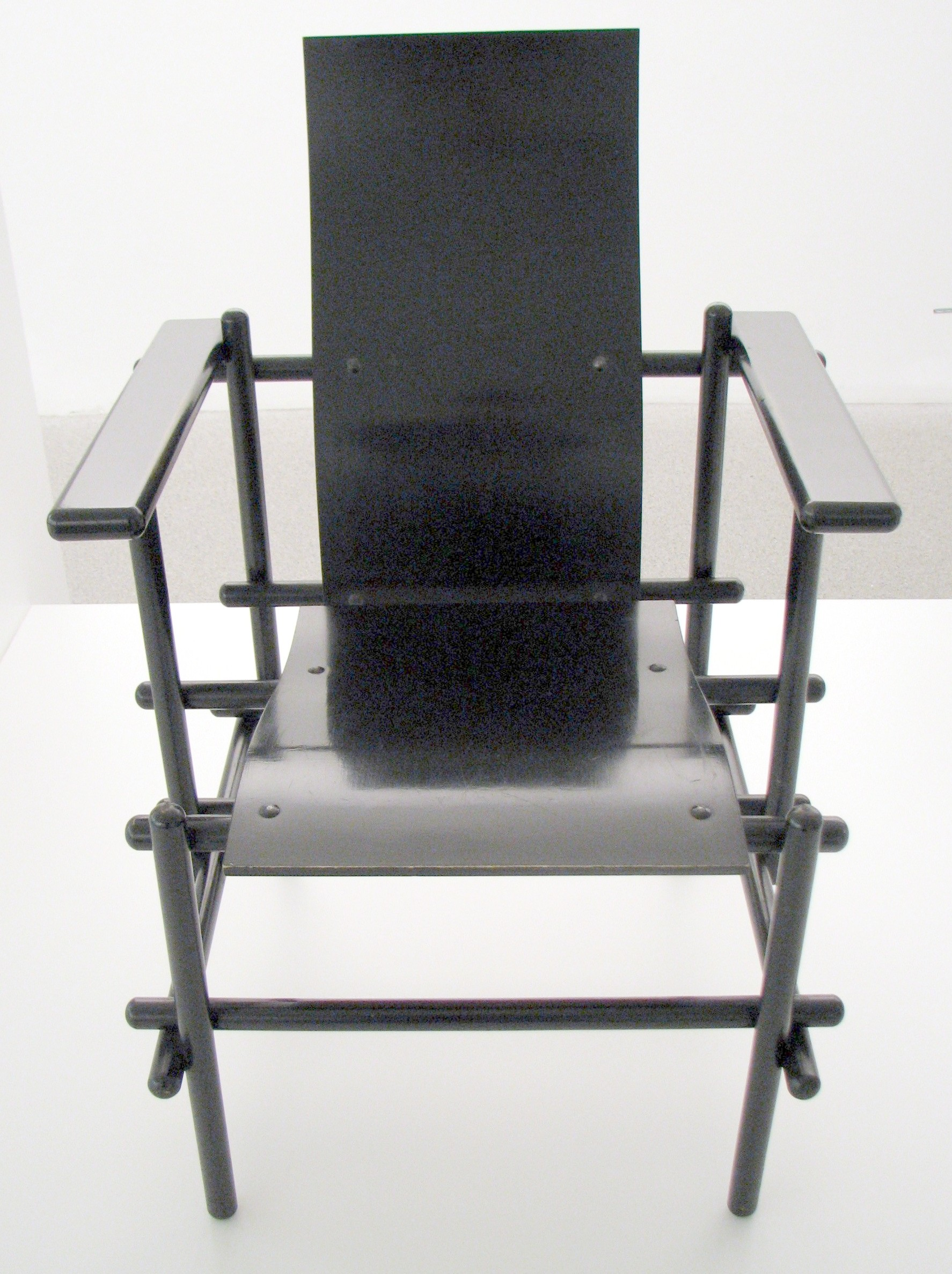
Une chaise à accoudoir en 1924.
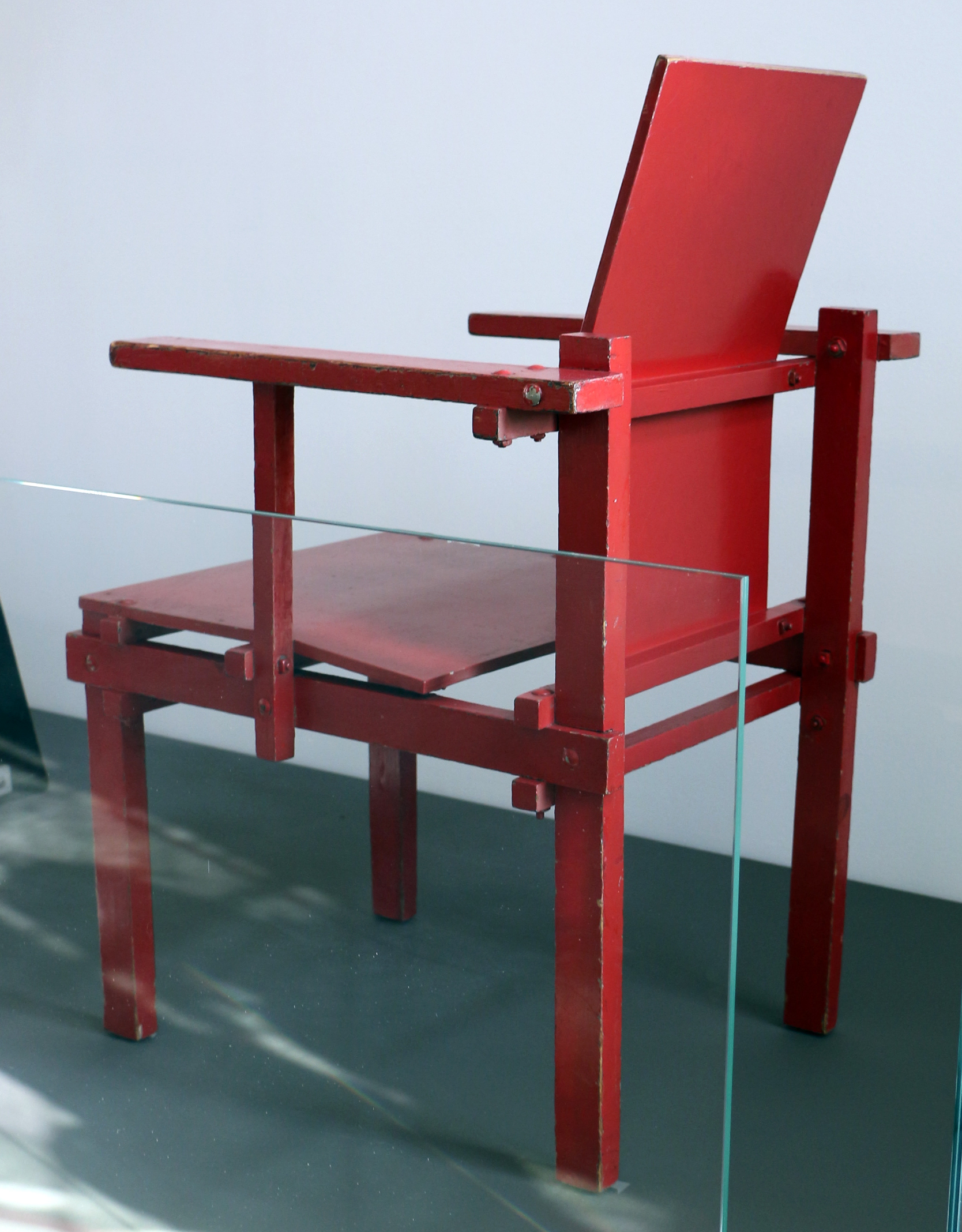
Une chaise à accoudoir en 1926.
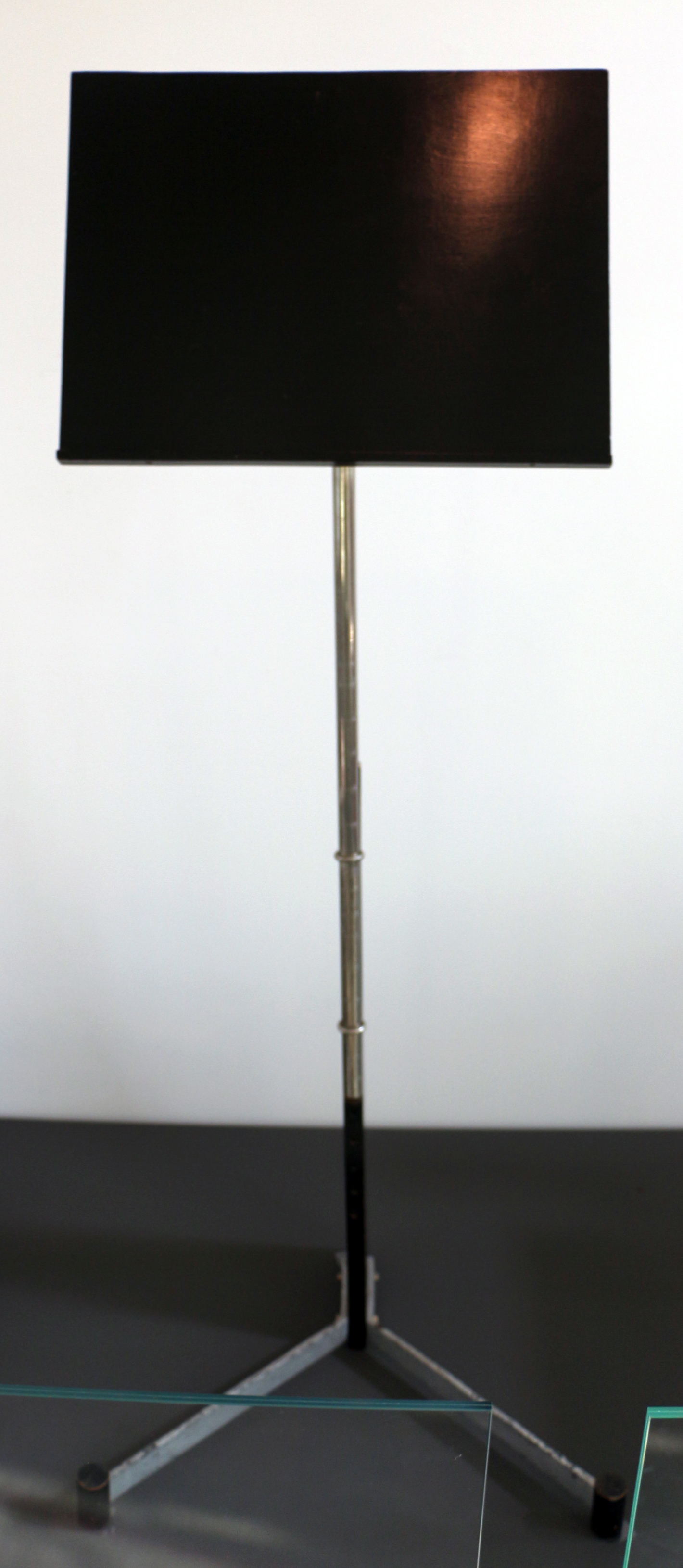
Un lutrin en 1927.
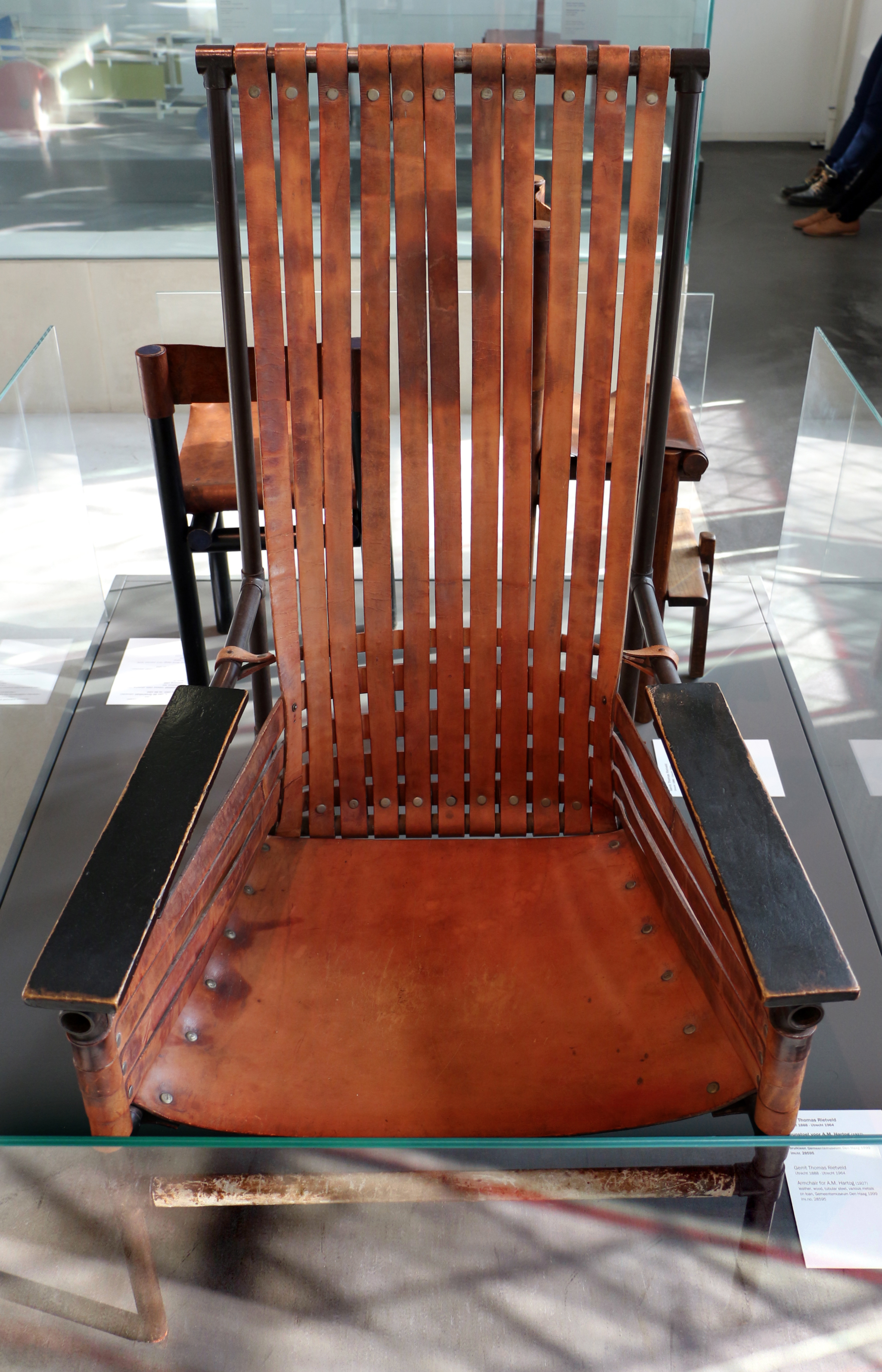
Une chaise en 1927.
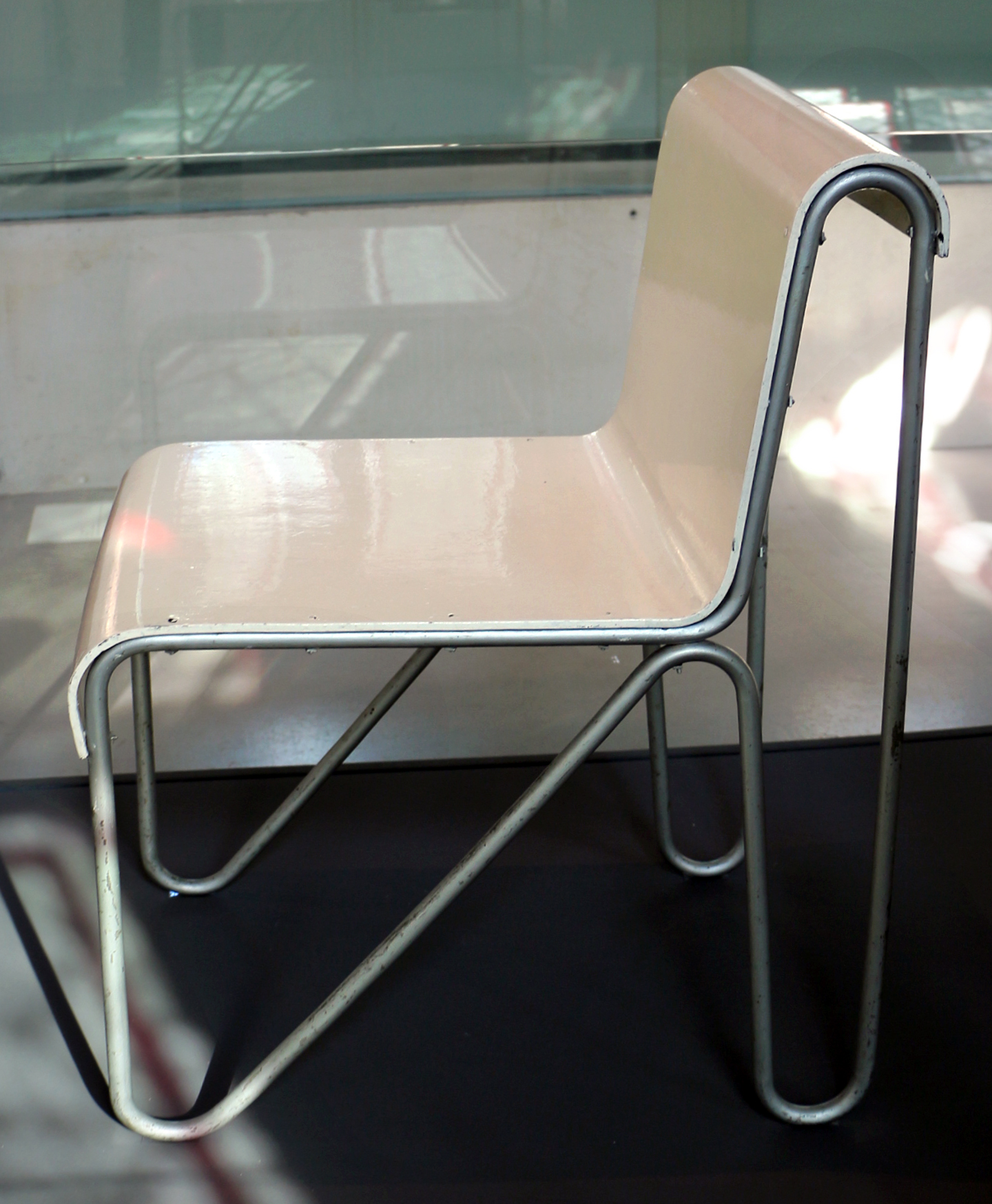
Une chaise à structure tubulaire en 1927.

### Architecture

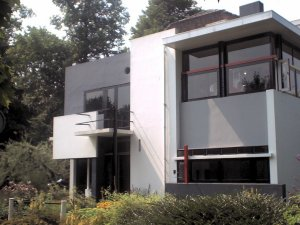
Maison Schröder de Rietveld, Utrecht.
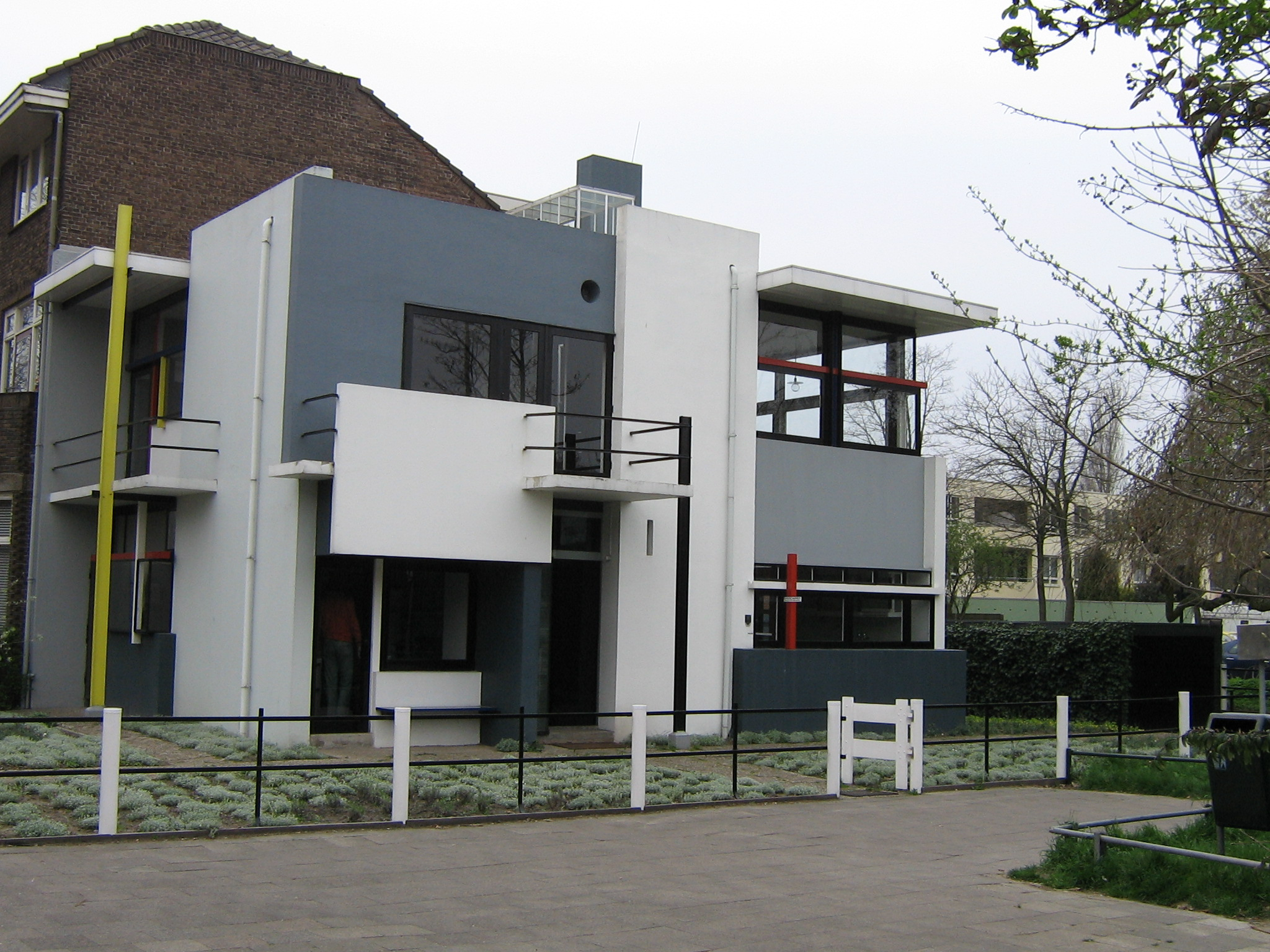
Maison Schröder après rénovation.
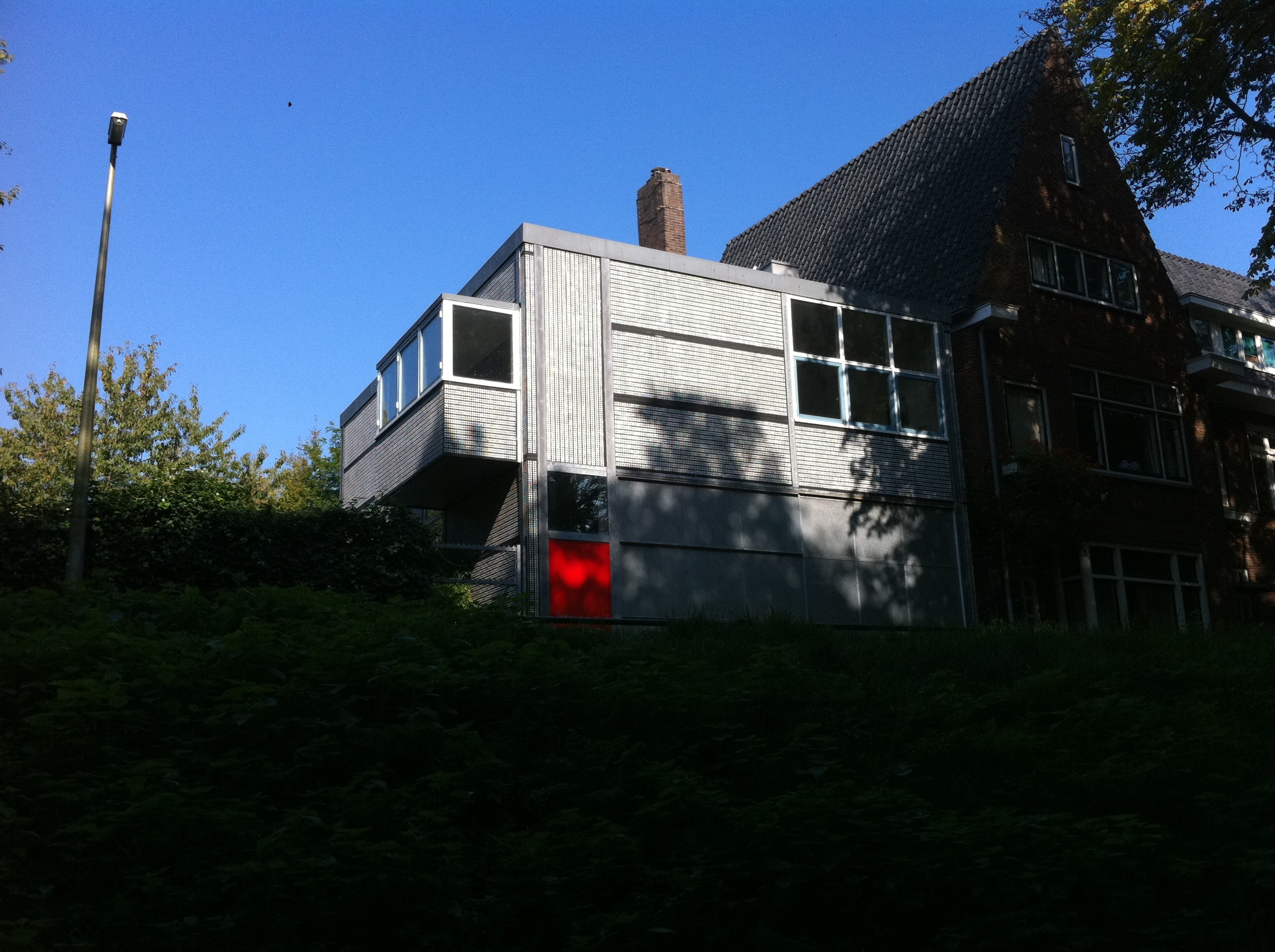
Construction additionnelle et fonctionnelle avec garage et habitation de chauffeur, accolée à la maison de maître à Utrecht en 1928.
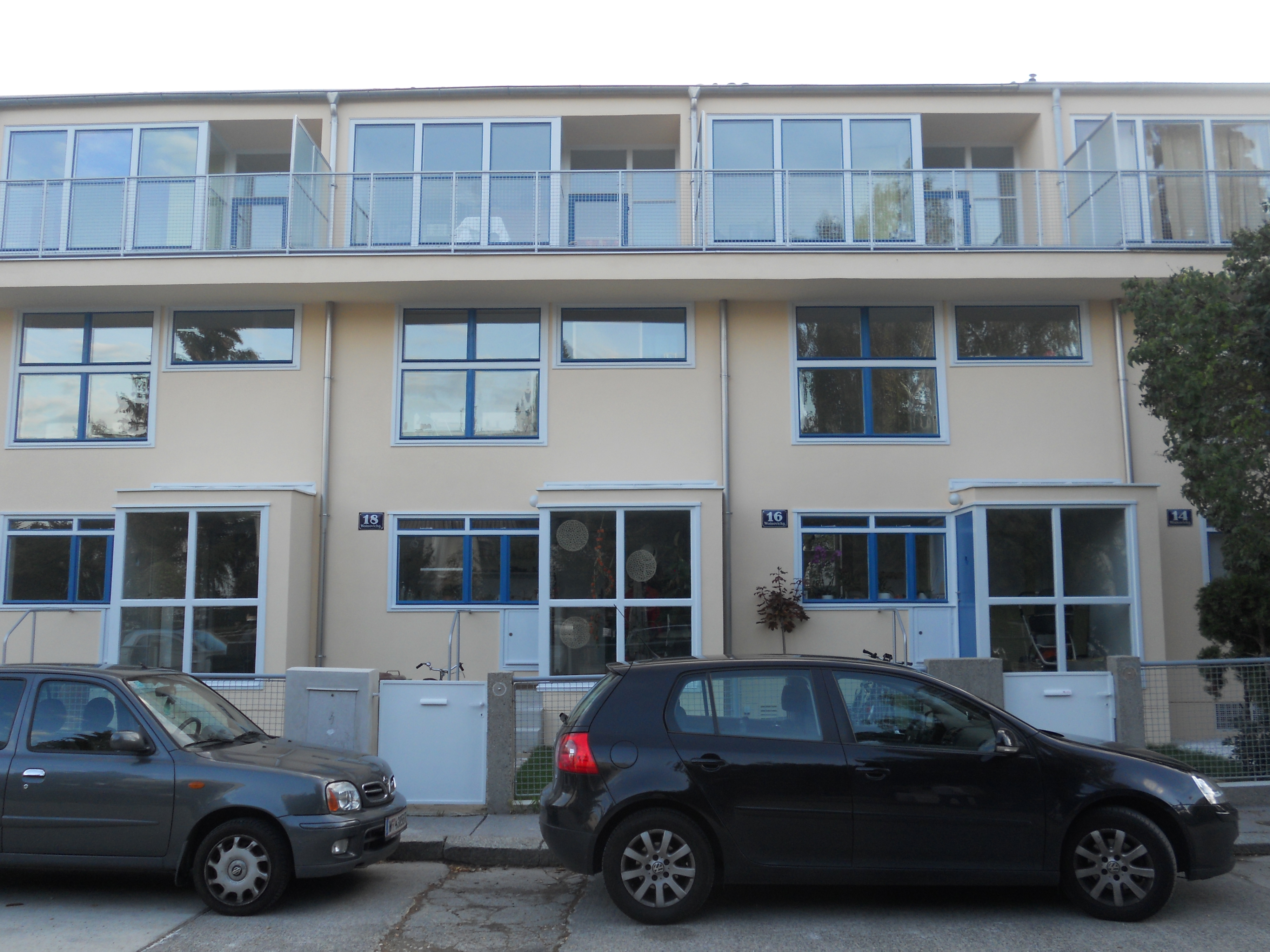
Maison de démonstration Werkbundsiedlung à Vienne construite entre 1930 et 1932, le lot 10 au 14, Woinovichgasse attribué à Gerrit Rietveld.
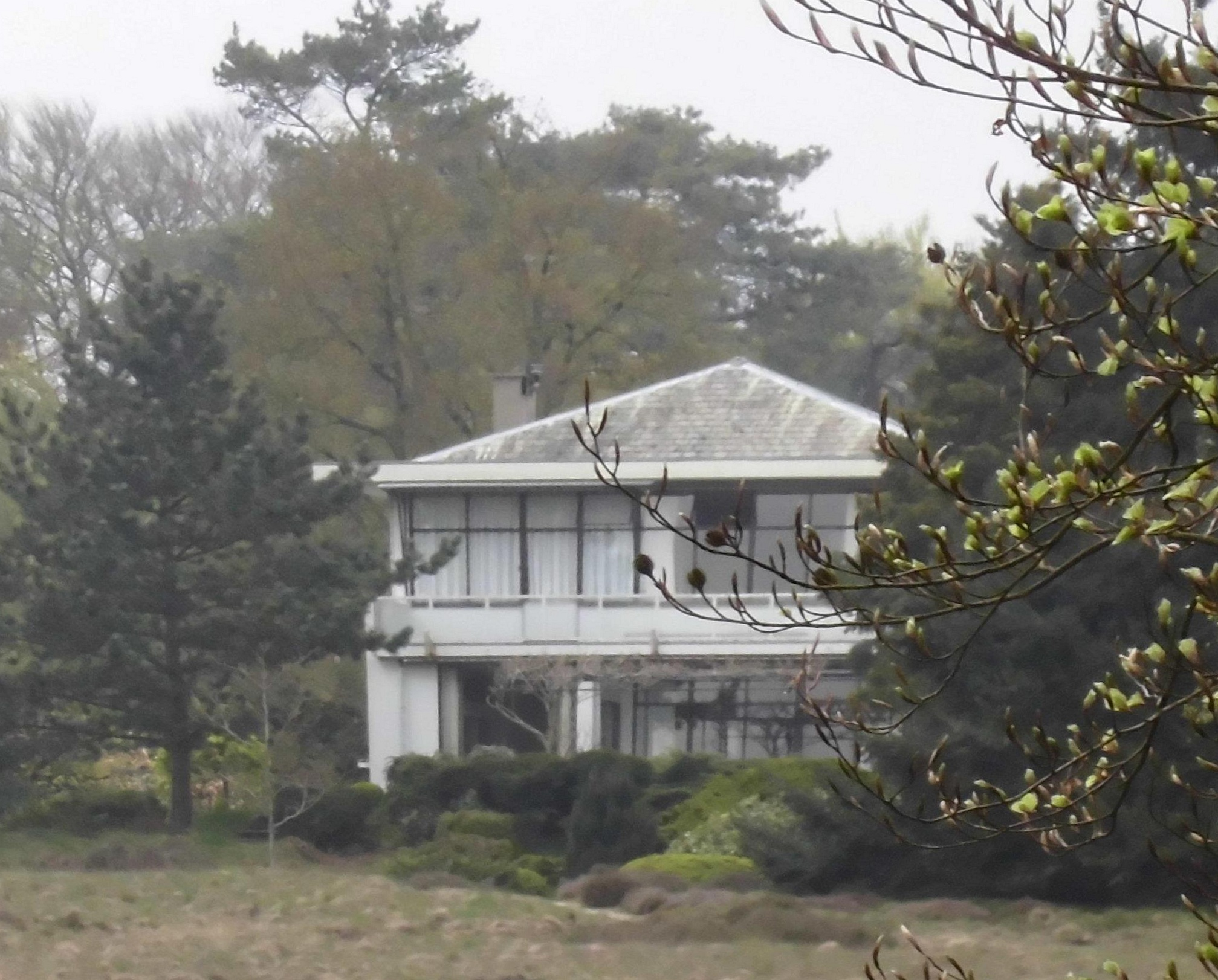
Villa Hoog Zand à Doorn.
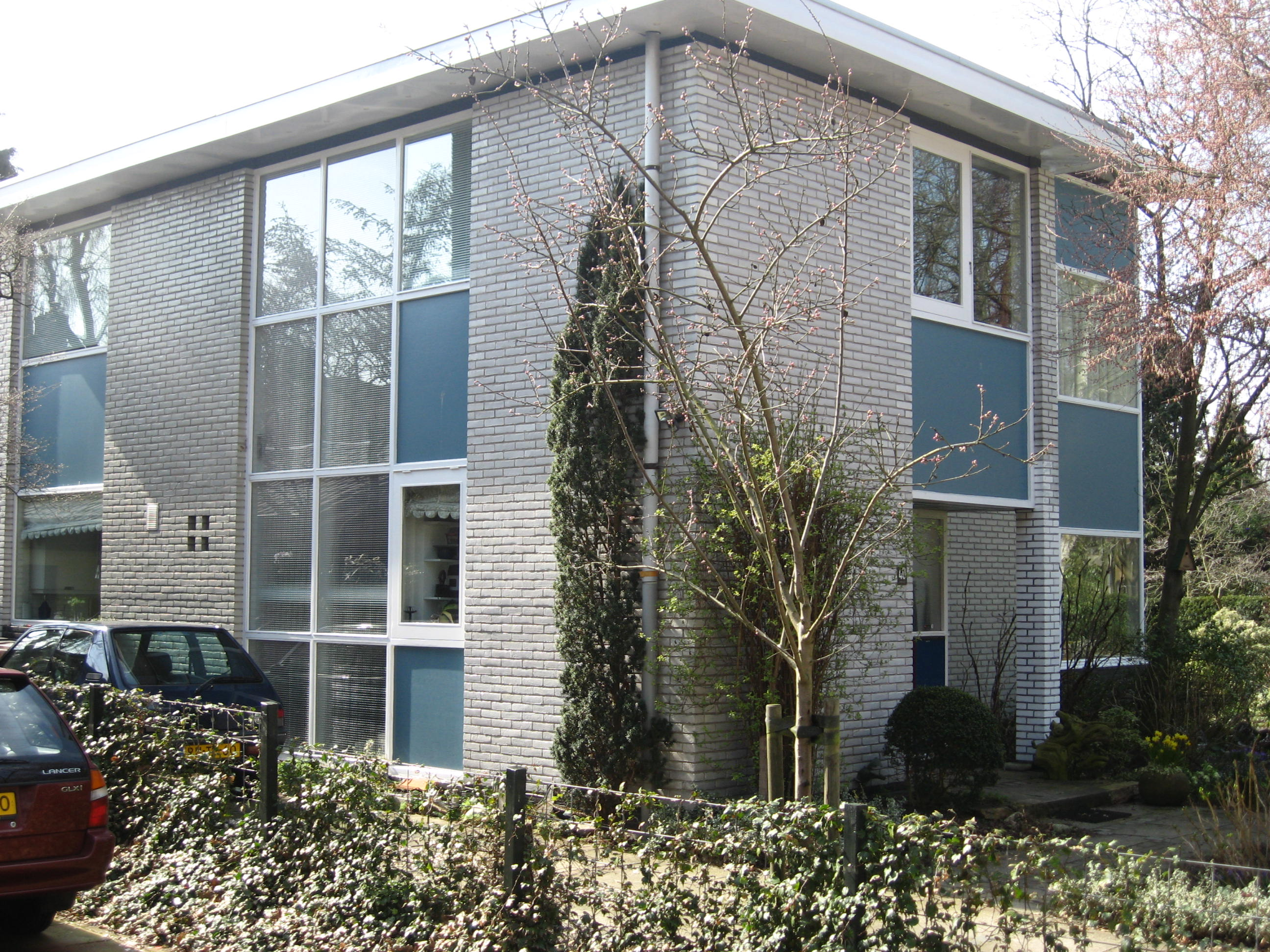
Habitation à Oegstgeest.
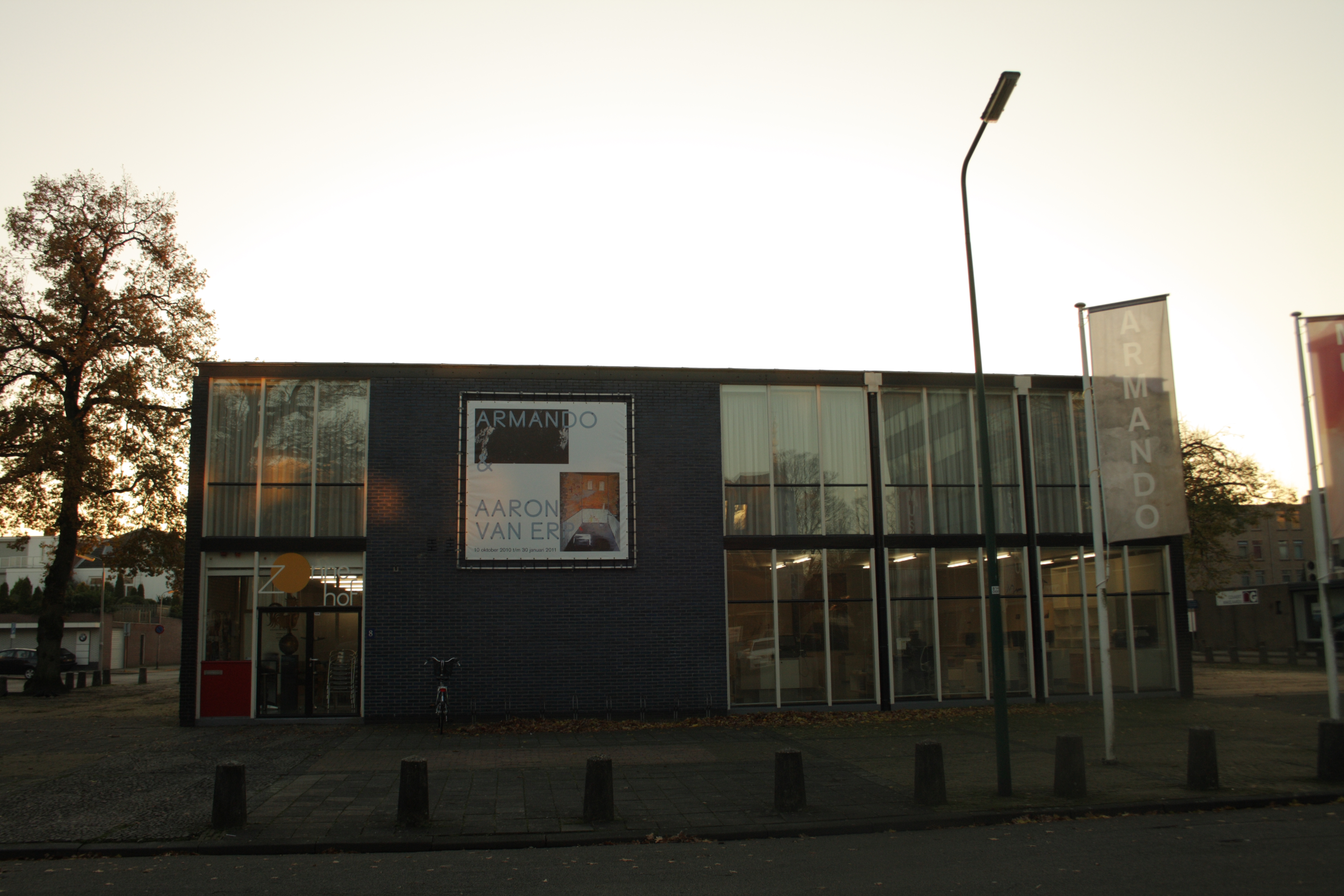
Pavillon d'exposition artistique de Zonnehof à Amersfoort.
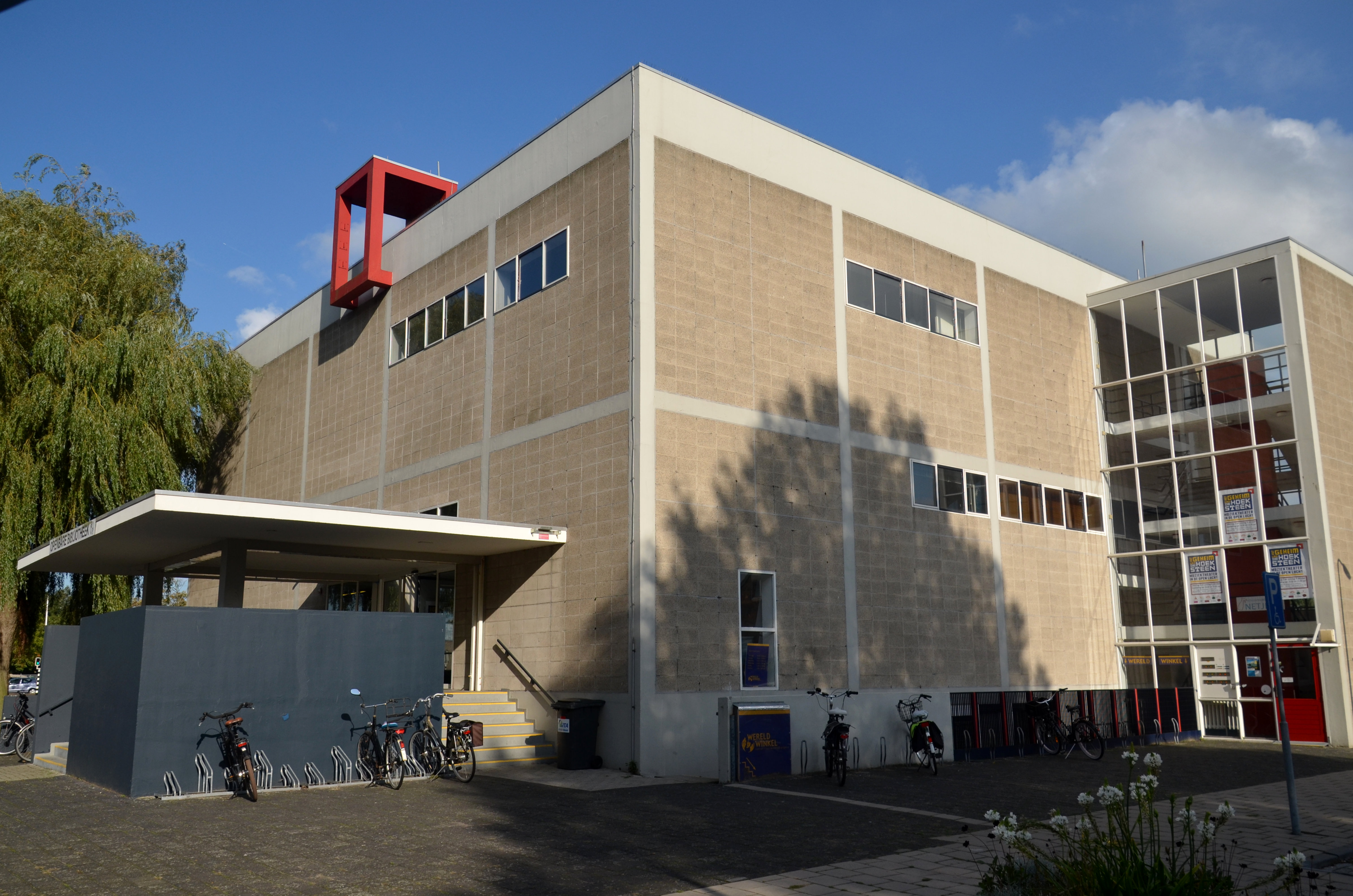
Ancien centre paroissiale de Uithoorn, côté terre.
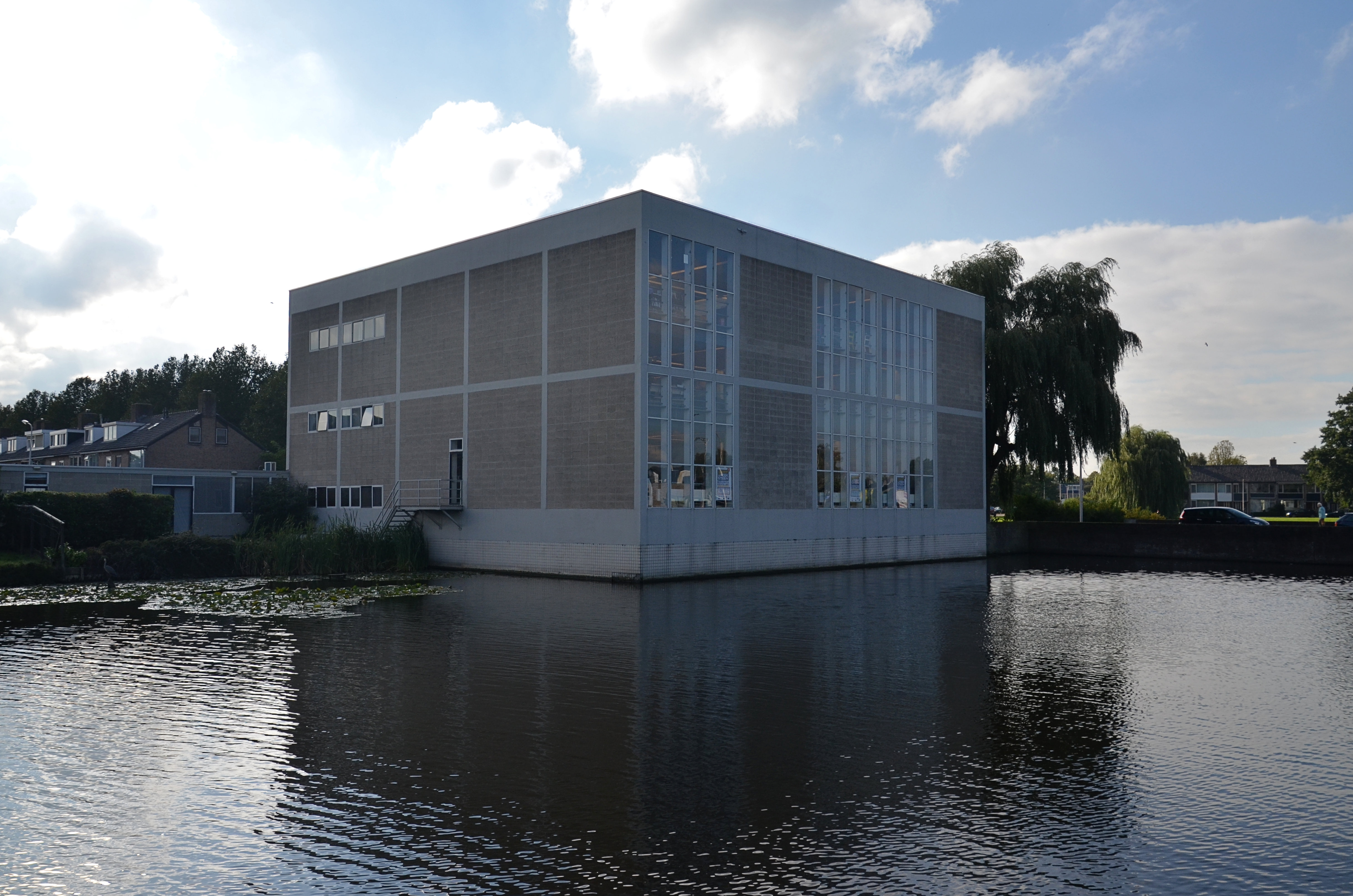
Ancien centre paroissiale de Uithoorn, côté eau.